# Praga (Nikšić)
Pour les articles homonymes, voir Praga (homonymie).
Praga (en serbe cyrillique: Прага) est un village de l'ouest du Monténégro, dans la municipalité de Nikšić.

## Démographie

### Évolution historique de la population[1]
| 1948 | 1953 | 1961 | 1971 | 1981 | 1991 | 2003 |
| ---- | ---- | ---- | ---- | ---- | ---- | ---- |
| 228  | 211  | 208  | 177  | 70   | 52   | 40   |